# Ramanujan (film)
Pour les articles homonymes, voir Ramanujan.
Pour plus de détails, voir Fiche technique et Distribution.
Ramanujan est un film biographique de 2014 retraçant la vie du mathématicien indien Srinivasa Ramanujan. Le film, écrit et réalisé par Gnana Rajasekaran et produit par la société de production indépendante Camphor Cinema, a été tourné simultanément en tamoul et en anglais. La distribution, composée d'acteurs indiens et britanniques, est menée par Abhinay Vaddi, petit-fils des acteurs Gemini Ganesan et Savitri qui fait avec ce film ses débuts dans le cinéma tamoul.
Il ne faut pas confondre ce film avec un autre biopic sur le même sujet, The Man Who Knew Infinity (L'homme qui défiait l'infini en français), basé sur le livre du même titre de Robert Kanigel.

## Synopsis
Situé dans le début des années 1900, le film retrace la vie du mathématicien autodidacte Srinivasa Ramanujan depuis l'époque où il est un jeune Brahmane tamoul jusqu'à ses années en Angleterre, où il a étudié à l'Université de Cambridge au cours de la Première Guerre mondiale. Le film suit ses relations avec sa mère Komalatammal, sa femme Janaki, et son mentor, le professeur G. H. Hardy. Le film met également en valeur la façon dont la société indienne voit un mathématicien d'une telle envergure.

## Distribution
- Abhinay Vaddi : Srinivasa Ramanujan[2]
- Suhasini Maniratnam : Komalatammal (mère de Ramanujan[3] )
- Bhama (en) : Janaki (épouse de Ramanujan[4] )
- Kevin McGowan : G. H. Hardy
- Abbas : Prasanta Chandra Mahalanobis
- Anmol : Ramanujan jeune
- Michael Lieber (en) : John E. Littlewood
- Richard Walsh (en) : Francis Spring (en)
- Sharath Babu (en) : R. Ramachandra Rao
- Radha Ravi (en) : prof. Singaravelu Mudaliar
- Madhan Bob (en) : Prof. Krishna Shastri
- Y. G. Mahendran : S. Narayana Iyer
- Manobala (en) : Krishna Rao
- Nizhalgal Ravi : Srinivasa Raghavan
- Satish Kumar : Anandhu
- Thalaivasal Vijay : Sathiyapriya Rayar
- Manibharathi : Krishnan
- Raja Krishnamoorthy : Seshu Iyer
- T. P. Gajendran : T. Namberumal Chetty
- Cloudia Swann (en) : Mme Bourne
- Mike Parish : Docteur Charles
- Harsh Naik : Chatterjee
- Lizzie Bourne : Mme Gertrude Hardy

## Fiche technique
- Titre : Ramanujan (tamoul : ராமானுசன்)
- Réalisation : Gnana Rajasekaran
- Scénario : Gnana Rajasekaran
- Photographie : Sunny Joseph (en)
- Direction musicale : Ramesh Vinayakam (en)
- Lyrics : Thirumazhisai Alwar, Vaali et Na Muthukumar
- Décors : P. Krishnamoorthy (en)
- Costumes : Sakunthala Rajasekaran
- Son : A.S. Laxminarayan
- Montage : B. Lenin (en)
- Production : Sushant Desai, Sharanyan Nadathur, Srivatsan Nadathur et Sindhu Rajasekaran (en)
- Société de production : Camphor Cinema
- Pays d'origine :  Inde
- Langue originale : tamoul
- Format : Couleur - 35 mm
- Genre : Film biographique
- Durée : 153 minutes
- Date de sortie : 11 juillet 2014

## Production
Gnana Rajasekaran était déjà l'auteur de deux films biographiques primés lorsqu'il décide d'écrire et mettre en scène Ramanujan retraçant la vie du célèbre mathématicien indien du début du XXe siècle. Il raconte à ce sujet que l'inspiration lui est venue d'un passage de Will Hunting dans lequel le Professeur Gerald Lambeau (Stellan Skarsgard) compare Will Hunting (Matt Damon) au jeune prodige autodidacte tamoul. Le film marque les débuts de la société de production Camphor Cinema fondée en 2012 par quatre jeunes entrepreneurs de la région de Madras. Ils composent pourtant autour de Gnana Rajasekaran une équipe composée de techniciens renommés du cinéma tamoul tels que le directeur de la photographie Sunny Joseph (en), l'ingénieur du son A. S. Laxmi Narayanan (en), le directeur artistique P. Krishnamoorthy (en), le monteur B. Lenin (en), le directeur musical Ramesh Vinayakam (en) ou le poète Vaali (en).
Le film, joué par des acteurs indiens et britanniques, a été tourné simultanément en tamoul et en anglais ce qui a obligé à l'écriture du script dans les deux langues. Cela a été décrit par Sindhu Rajasekaran (en), co-productrice co-scénariste et fille de Gnana Rajasekaran, comme un grand plaisir, mais également comme un élément avec lequel expérimenter. Certains acteurs anglais ont également dû parler tamoul. Michael Lieber (en), qui joue le rôle de John E. Littlewood, raconte ainsi qu'il a trouvé dans un premier temps difficile de dire ses textes en tamoul, mais qu'il l'a plus tard apprécié : « je mentirais si je disais que la tâche de l'apprentissage du tamoul n'était pas intimidante au premier abord, mais une fois que je l'ai maîtrisée, j'ai pu apprécier la beauté de cette langue ».

### Casting
« Nous avions très peu de photos de Ramanujan et de sa famille. Donc nous dépendions des rares informations disponibles sur la caste des Iyengars (en) et sur les autres groupes sociaux à cette période. Nous avons dû concevoir des costumes pour lui et ses proches, en gardant à l'esprit les trois périodes de sa vie (à Kumbakonam, puis à Chennai, et enfin à Londres). »

— Shakuntala, responsable des costumes pour Ramanujan,
.
Gnana Rajasekaran cherchait un acteur qui ressemble physiquement à Ramanujan et engage Abhinay Vaddi pour le rôle principal, il s'agit du petit-fils de l'ancien acteur tamoul Gemini Ganesan. Michael Lieber a été signé pour jouer Edensor Littlewood. Lieber a avoué qu'il n'avait aucune connaissance de Ramanujan, quand il a signé pour le film, et il est même allé jusqu'à rencontrer Béla Bollobás, qui a travaillé avec Littlewood personnellement, pour son travail de recherche. De même, Kevin McGowan, qui a été signé pour le rôle de G. H. Hardy, n'était pas familier avec l'histoire de Ramanujan. Le film met à l'affiche Bhama, Suhasini Maniratnam, Abbas et Richard Walsh, parmi d'autres,.

### Tournage
Le film a été tourné dans les cinq sites principaux de la vie de Ramanujan, Kumbakonam, Namakkal, Chennai, Londres et Cambridge,.

Quelques lieux de tournage
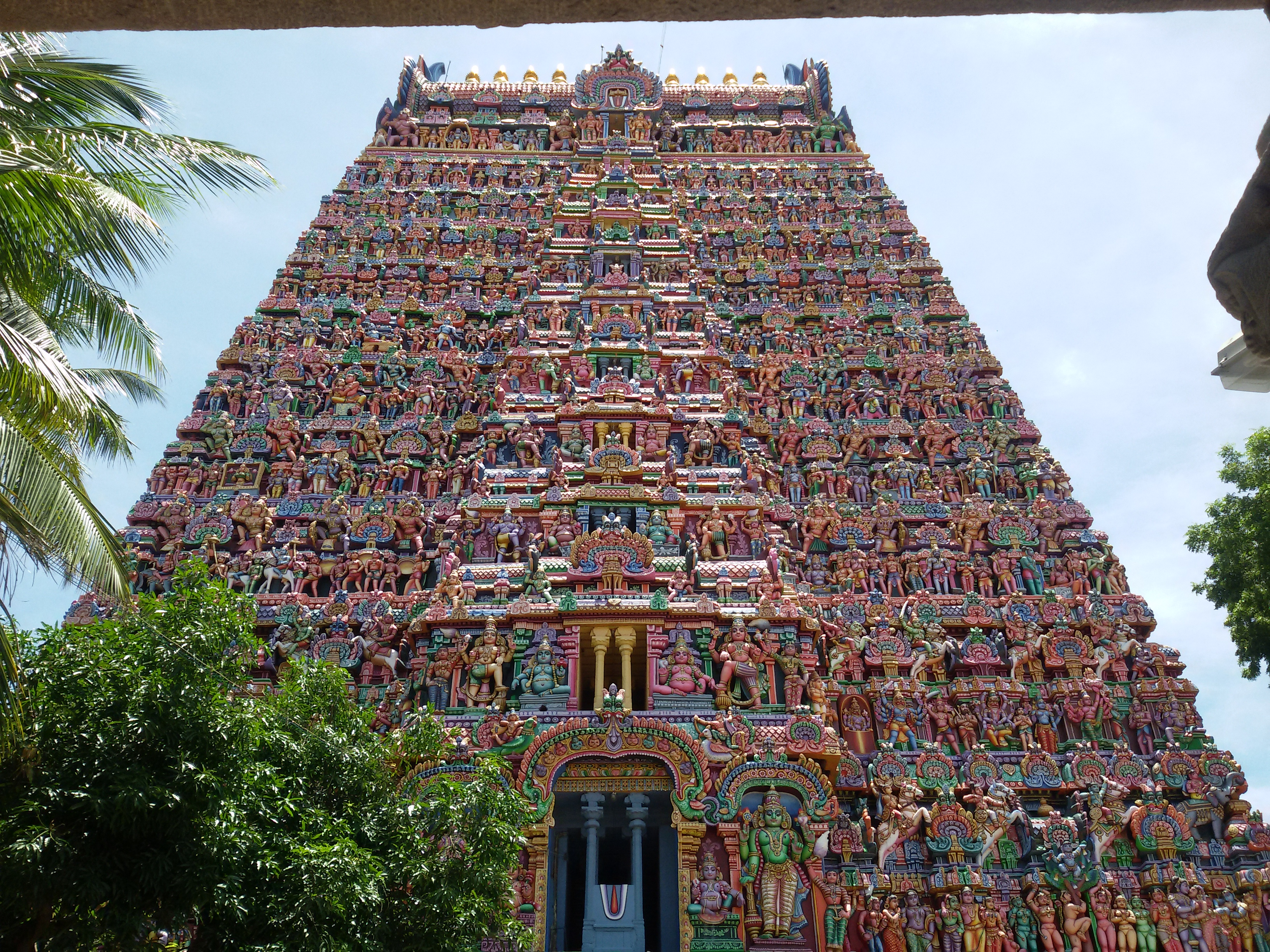
Temple Sarangapani à Kumbakonam
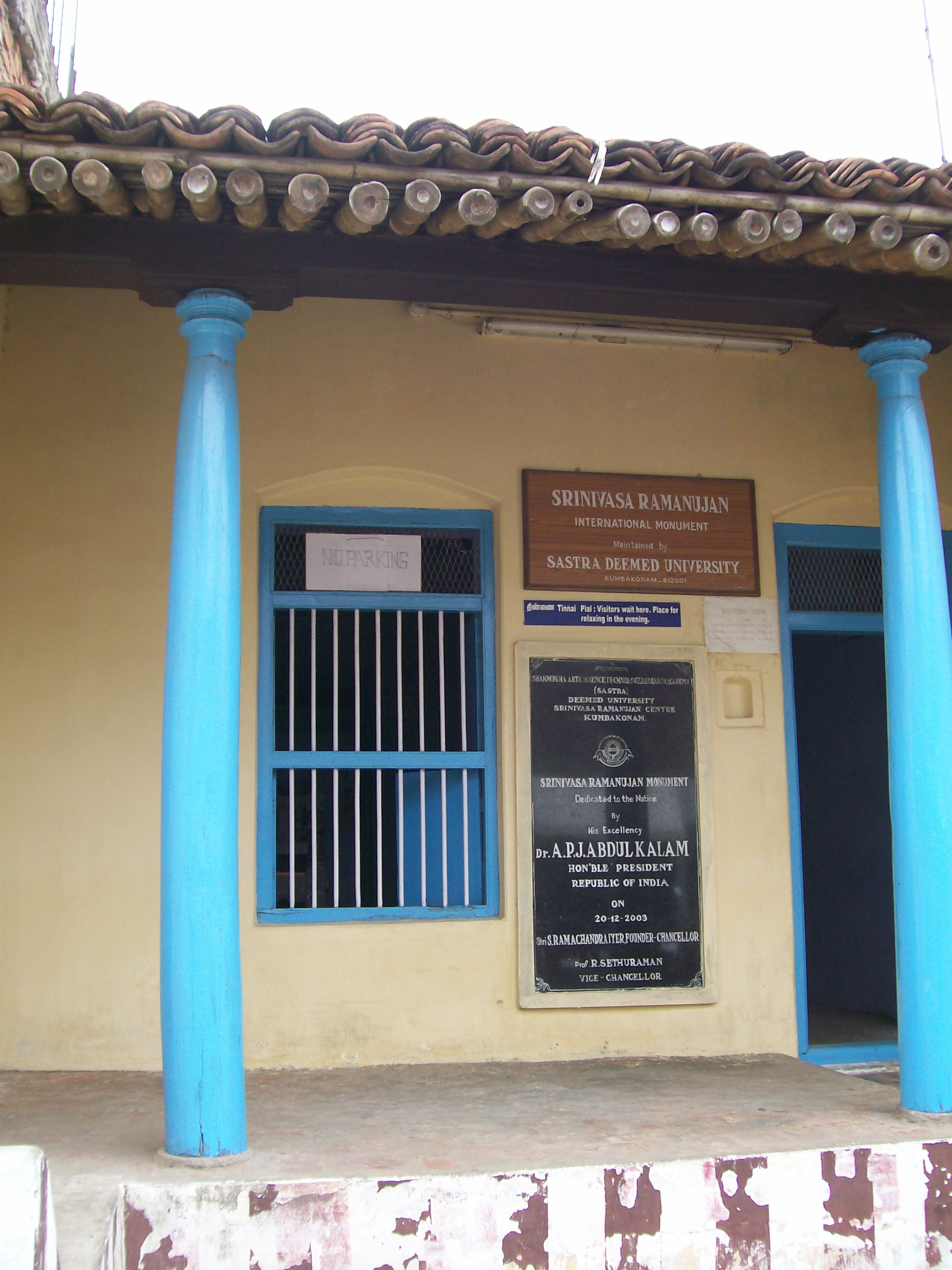
Maison de Ramanujan
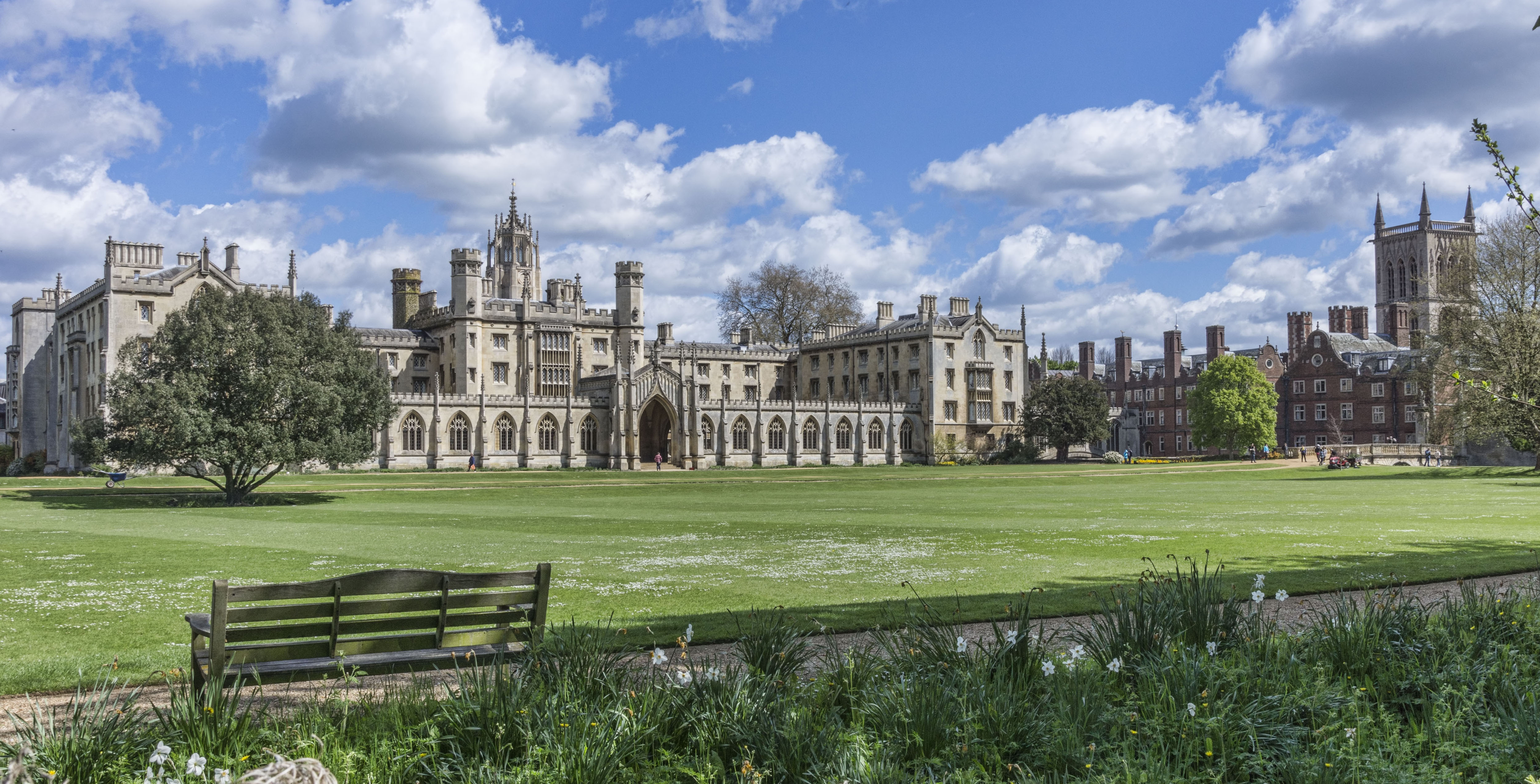
St John College
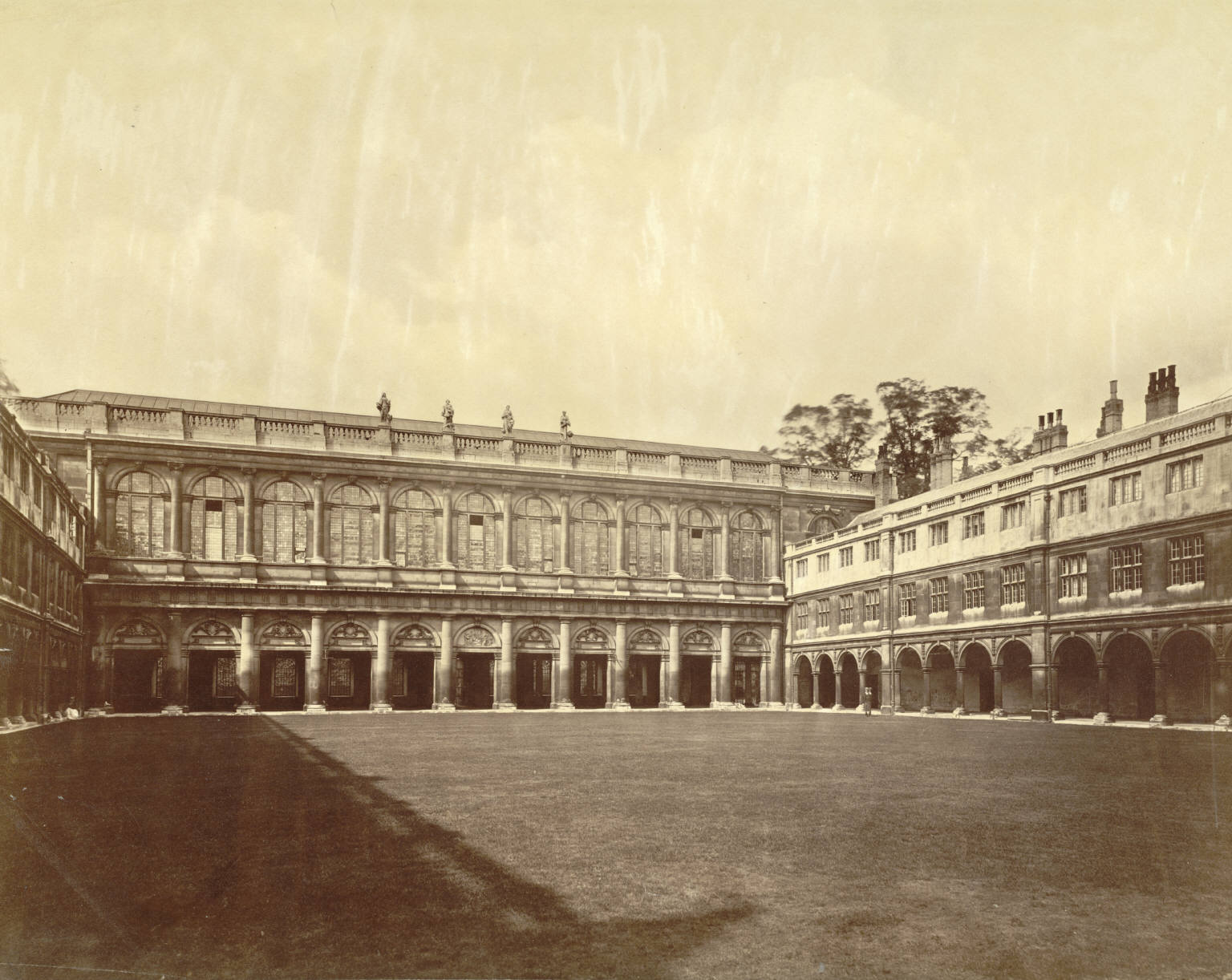
Nevile's court (Trinity College)

## Musique
La trame sonore du film et la partition sont composées par Ramesh Vinayakam (en). Vinayakam dit avoir eu la liberté de création nécessaire de la part du réalisateur et du producteur. La bande-son allie musique traditionnelle pour une partie et des sons européens pour une autre. Aucun instrument moderne, mais des instruments anciens ont été utilisés dans le but de faire revivre l'époque, tandis que quatre morceaux pour orchestre ont été enregistrés en Allemagne, où le compositeur a travaillé avec l'Orchestre GermanPops de Stuttgart qui a travaillé dans des styles classique et contemporain. Le film étant à propos d'un mathématicien, les chansons sont liées à des termes mathématiques. Le poète Vaali a écrit un des titres, Narayana Narayana, censé « intégrer l'idée de l'infini et du néant », tandis qu'un autre, écrit par Thirumalisai Alvar (en) il y a des milliers d'années « souligne que les nombres sont absolus ». Un des morceaux instrumentaux, Un à Zéro a été décrit comme une « métaphore musicale », étant donné qu'il était basé sur les chiffres. Vinayakam explique que « l'Un est représenté par une note, deux par deux notes et ainsi de suite, tandis que le zéro est représenté par un repos. Après la première exposition, à tout moment, trois de ces couches se superposent les uns des autres d'une distance d'un battement les uns des autres ». Narayana a été interprété par Vani Jayaram (en), qui a dit avoir d'abord été surprise de devoir chanter à une hauteur (shruthi) inférieure à ce qu'elle chante, avant d'apprendre que du temps de Ramanujan, les gens ne chantaient pas à cette hauteur.
La bande sonore de Ramanujan a été publiée à la Suryan station de radio FM à Chennai (Madras) le 13 juin 2014. L'album, qui comporte huit titres, dont quatre chansons et quatre morceaux instrumentaux, a été salué par la critique. Indiaglitz indique que « Ramesh Vinayakam a frappé les bonnes cordes ». musicaloud.com lui a donné une note de 9 sur 10 et écrit que « Ramesh Vinayakam puise de façon experte dans les styles classiques carnatique et occidental pour produire l'une des meilleures musiques de films de tous les temps ». Behindwoods.com il a donné 3 étoiles sur 5 et a écrit « Ramanujan fascine l'auditeur, en les transportant à une époque révolue de la musique classique ». Ramanujan a également été nommé par Music Deccan et Milliblog comme le meilleur album de musique tamoule de l'année 2014.
| No | Titre             | Singer(s)                              | Durée |
| -- | ----------------- | -------------------------------------- | ----- |
| 1. | Narayana          | Karthik Suresh, Vani Jayaram           | 4:33  |
| 2. | Thuli Thilyay     | Ramesh Vinayakam, Vinaya               | 4:58  |
| 3. | Vinkadantha       | Unnikrishnan                           | 3:38  |
| 4. | Thuli Thilyay     | Ramesh Vinayakam, Kaushiki Chakrabarty | 4:58  |
| 5. | Mystic Mind       | Instrumental                           | 3:00  |
| 6. | Ramanujan (Theme) | Instrumental                           | 3:16  |
| 7. | English Notes     | Instrumental                           | 6:58  |
| 8. | One To Zero       | Instrumental                           | 3:16  |

## Réception

### Critiques
Le film a reçu des avis mitigés de la part des critiques, qui, en général, font l'éloge de l'interprétation, mais sont moins unanimes à propos du scénario. Le Deccan Chronicle (en) qualifie Ramanujan d' « œuvre brillante » et « à ne pas manquer », en lui donnant 3.5/5 étoiles. S. Saraswathi de Rediff (en) a écrit « Ramanujan est un film brillant, à devoir regarder » et a donné au film 4/5. Gautaman Bhaskaran de Hindustan Times a donné au film 3/5 étoiles et a écrit, « Le film est un regard poignant sur la façon dont un prodige a lutté et souffert dans une famille pauvre, un cerveau dont les prodiges mathématiques confinant à la sorcellerie suscite le ridicule et la répugnance chez les communs des mortels. Rajasekaran, qui a également scénarisé le film, nous emmène à travers une narration linéaire pour nous parler de l'intelligence du garçon Ramanujan quand il a complètement stupéfait son maître d'école avec un petit aperçu de l'importance de zéro ». Sify (en) écrit que « les biopics sont indéniablement un art très difficile, et le directeur a réussi dans une très large mesure, à faire sortir chaque personnage. Gnana Rajasekaran a produit un biopic bien documenté sur Ramanujan... c'est un film qui vaut vraiment d'être vu ». IANS a donné 3/5 et a écrit, « Gnana Rajasekaran connait certainement son art et réussit à raconter une aventure inspirante, mais son travail ne provoque pas de résonance profonde à l'intérieur. C'est parce que le réalisateur a simplement recréé plusieurs épisodes parmi les plus marquants de la vie de Ramanujan à l'écran tout en ignorant la nécessité de construire un scénario gardant les spectateurs intéressés ». Bharath Vijayakumar de Moviecrow attribue 3/5 étoiles et dit, « Ramanujan est un noble effort et un aperçu fascinant sur la vie et l'époque de ce mathématicien qui a vécu toute sa vie à l'unisson avec son véritable amour ».
En revanche, The New Indian Express écrit, « L'effort du réalisateur persistant à mettre sur pellicule la vie de personnalités éminentes, est louable. Mais un film n'est pas seulement sur le thème, mais aussi sur la façon dont il est présenté sur l'écran. Et la présentation de la vie et du cheminement du génie mathématique est décevante et ennuyeuse ». Baradwaj Rangan de The Hindu a écrit, « Le film dure près de trois heures et il est difficile de comprendre pourquoi il en avait besoin. Il semble n'y avoir eu aucun effort pour rationaliser les événements de la vie de Ramanujan. L'écriture, surtout, ne parvient pas à rendre Ramanujan intéressant », ajoutant « Le grand homme mérite certainement un meilleur film ». S. Rajasekar de Cinemalead a écrit « dans l'ensemble, si vous voulez apprendre à propos de Ramanujan, aller voir ce Ramanujan de Gnana Rajasekaran, mais si vous voulez avoir une expérience vraiment parfaite à regarder un biopic, je dirais qu'il manque quelques petites choses au réalisateur pour faire de Ramanujan comme un film culte » lui donnant 3/5. Behindwoods donné 2.5/5 étoiles et a écrit, « Rajasekaran doit être crédité pour mettre en valeur la vie, les tribulations et les réalisations d'un génie méconnu en mathématiques sur grand écran en portant ainsi la légende à la connaissance du grand public » mais il « a fait un biopic sincèrement, qui tombe à court d'inspiration ». M. Suganth du Times Of India a donné 2.5/5 et a écrit, « Pour un film qui parle d'un homme au talent incroyable, la réalisation est largement dépourvue d'imagination. La mise en scène est un peu à l'ancienne (lire datée), le rythme posé et le film, souvent, glisse dans le genre du mélodrame que vous trouvez aujourd'hui dans des séries TV ». Daily India a donné 2.5/5 et a déclaré, « Dans l'ensemble, Ramanujan est proprement fait et c'est très rare dans le genre biopics. La production et la réalisation valent les louanges. Abhinay Vaddi, le petit-fils de l'acteur Gemini Ganesan fait un bon travail et a fait honneur à son rôle. ». Indiaglitz a donné de 2,25/5 et a écrit, « Une tentative honnête de naviguer à travers la vie d'un génie se bloque sur beaucoup de pare-chocs ».

#### Distribution
La bande-annonce présentée le 19 juin 2014 reçoit un accueil public favorable. La première du film se tient le 9 juillet dans le cinéma de la société de production Prasad Labs à Madras en présence de nombreuses personnalités du cinéma. Enfin, la version tamoule de Ramanujan sort en salle le 11 juillet 2014. Mais malgré son importante promotion et des critiques parfois élogieuses, le film est boudé par le public et disparaît de l'affiche sans laisser de trace.
Quelques jours après la sortie de la version tamoule de Ramanujan, un accord de distribution de la version anglaise avec la société singapourienne Von Ryans Entertainment est annoncé. Une sortie internationale commençant par une présentation au Festival international du film de Toronto est alors envisagée, mais elle n'a pas lieu. Finalement, Gnana Rajasekaran signale lui-même sur les réseaux sociaux le 11 avril 2016 la disponibilité d'un DVD en vente directe de la version tamoule sous-titrée en anglais. Von Ryans Entertainment cesse ses activités en octobre 2017. En mars 2018, Camphor Cinema n'a ni produit d'autre film ni même annoncé de projet en ce sens.

### Prix
Ramanujan a gagné le Tamil Nadu State Film Award (en) 2013.